# Nikinmäki
Nikinmäki (schwedisch: Nissbacka) ist der Stadtteil (kaupunginosa) Nummer 86 der finnischen Stadt Vantaa, im Bezirk Korso. Nikinmäki befindet sich im nordöstlichen Teil von Vantaa und grenzt an den Stadtteil Jokivarsi und die Gemeinde Sipoo. An der Westseite grenzt Nikinmäki an den Keravanjoki-Fluss.

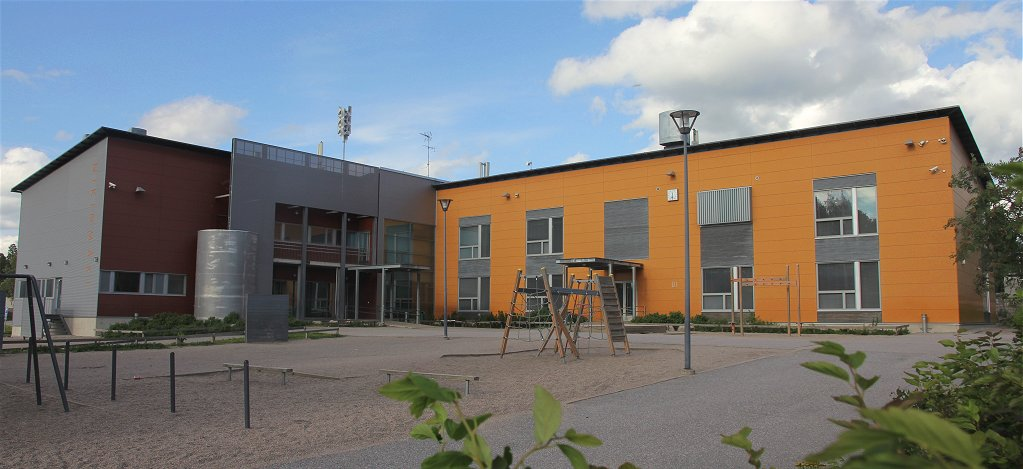
Schule in Nikinmäki